# Wanielewiczy (przystanek kolejowy)
Wanielewiczy (biał. Ванелевічы; ros. Ванилевичи, ros. nazwa normatywna Ванелевичи) – przystanek kolejowy w miejscowości Wanielewiczy, w rejonie kopylskim, w obwodzie mińskim, na Białorusi. Leży na linii Osipowicze – Baranowicze.